# Lacanobia discolor
Lacanobia discolor là một loài bướm đêm trong họ Noctuidae.